# Hadena costigera
Hadena costigera är en fjärilsart som beskrevs av Moore 1881. Hadena costigera ingår i släktet Hadena och familjen nattflyn. Inga underarter finns listade i Catalogue of Life.